# Gastrochilus obliquus
Gastrochilus obliquus — многолетнее эпифитное травянистое растение семейства Орхидные.
Вид не имеет устоявшегося русского названия, в русскоязычных источниках используется научное название Gastrochilus obliquus.

## Синонимы
По данным Королевских ботанических садов в Кью. 

Гомотипные синонимы:
- Saccolabium obliquum Lindl., 1833 basionym

Гетеротипные синонимы:
- Vanda obliqua Wall. ex Hook.f., 1890, pro syn.

## Естественные разновидности и их синонимы
По данным Королевских ботанических садов в Кью:
- Gastrochilus obliquus var. obliquus
  - syn. Saccolabium bigibbum Rchb.f. ex Hook.f., 1869
  - syn. Gastrochilus bigibbus (Rchb.f. ex Hook.f.) Kuntze, 1891
- Gastrochilus obliquus var. suavis (Seidenf.) Z.H.Tsi, 1996
  - syn. Gastrochilus suavis Seidenf., 1988

## Этимология
Тайское название — Suea Lueang, Chang Rop Kho.

## Биологическое описание
Миниатюрное моноподиальное растение.
Цветки диаметром 2,5 см.

## Распространение, экологические особенности
Восточные Гималаи, Бутан, Сикким, Мьянма, Северный Таиланд, Южный Китай, Северный Лаос и Вьетнам.
В природе редок. Цветение (в Таиланде) — ноябрь.
Встречается в лесах на высотах 800—1400 метров над уровнем моря.
Относится к числу охраняемых видов (II приложение CITES).

## В культуре
Температурная группа: теплая. Наиболее предпочтительна посадка на блок.